# Theotima mirabilis
Theotima mirabilis är en spindelart som beskrevs av Machado 1951. Theotima mirabilis ingår i släktet Theotima och familjen Ochyroceratidae.
Artens utbredningsområde är Angola. Inga underarter finns listade i Catalogue of Life.